# Geirangerfjord
Il Geirangerfjord (Geirangerfjorden) è un fiordo che si snoda nella regione norvegese del Sunnmøre nel sud della contea del Møre og Romsdal. È un ramo del ben più grande Storfjorden e al suo interno si trova il famoso villaggio di Geiranger.

## Descrizione
Il fiordo è uno dei siti naturalistici più visitati della Norvegia e dal 2005 rientra, insieme al Nærøyfjord, nella Lista dei patrimoni dell'umanità redatta dall'UNESCO. La presenza di questi due fiordi nella lista è comunque minacciata da un piano di costruzione di alcune linee elettriche attraverso il fiordo.
Il Geirangerfjord è sotto la costante minaccia dell'Åkerneset, la catena montuosa che affaccia sul fiordo, e che sta lentamente franando nel fiordo. Ciò potrebbe causare un violento tsunami che travolgerebbe le cittadine di Geiranger e Hellesylt in circa 10 minuti.
Lungo il fiordo ci sono molti caratteristici poderi abbandonati. Una ristrutturazione minima è stata avviata dall'associazione Storfjordens venner. Alcuni tra i più famosi e visitati sono: Skageflå, Knivsflå e Blomberg. Skageflå può anche essere raggiunto a piedi da Geiranger, mentre gli altri sono accessibili via mare.
L'aeroporto più vicino per raggiungere il fiordo è nella città di Ålesund, a circa 110 km. Il percorso tra Geiranger e Hellesylt può essere coperto anche con un battello che effettua corse giornaliere offrendo così una visione del fiordo.

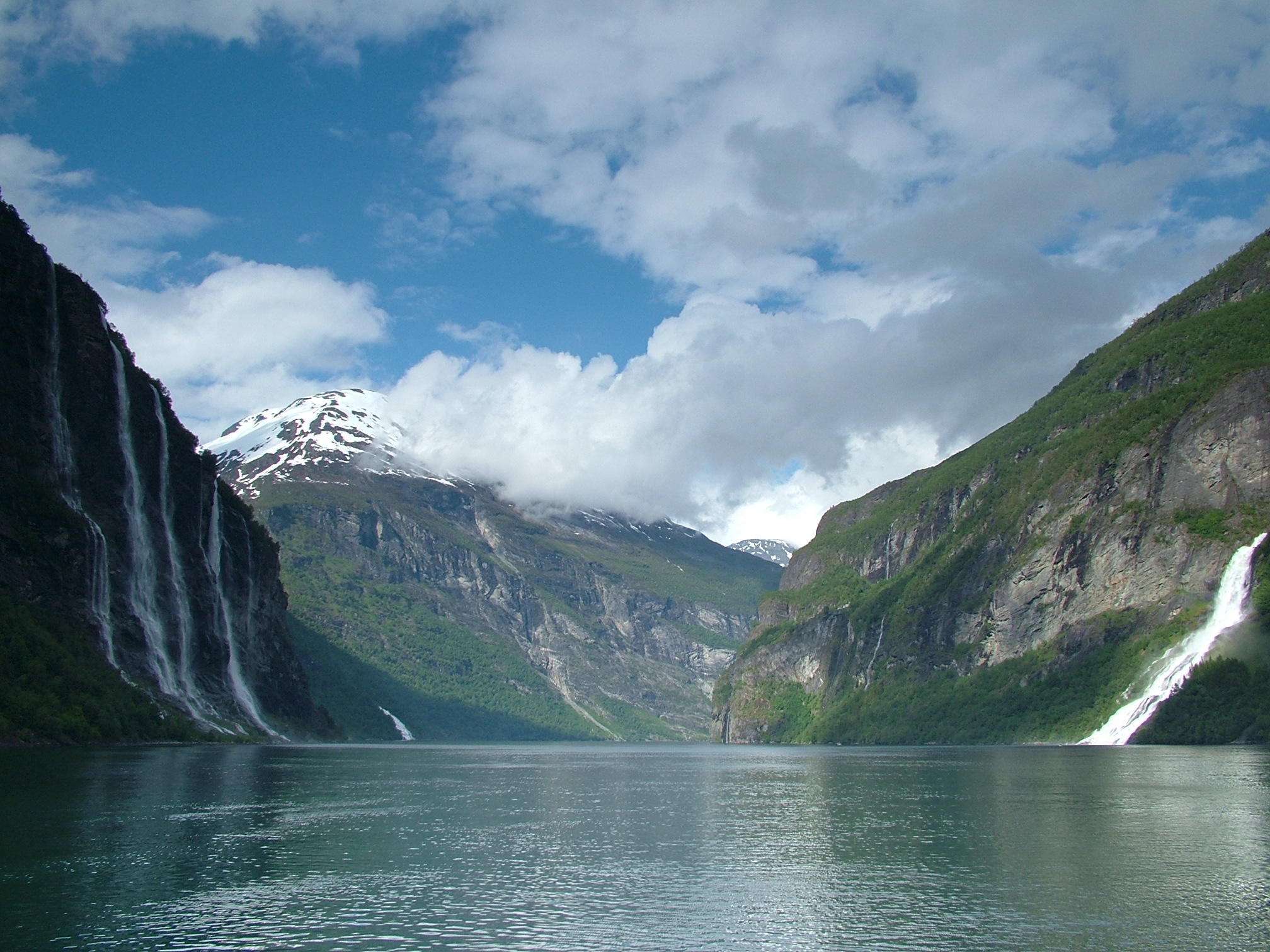
Le Sette Sorelle (a sinistra) e il Pretendente (a destra)

Il fiordo ospita inoltre diverse spettacolari cascate.

## Cascate
Le due più importanti cascate del Geirangerfjord sono quella delle Sette Sorelle e quella del Pretendente (anche chiamata The Wooer). Le due cascate si trovano una di fronte all'altra e, secondo la leggenda, il Pretendente corteggerebbe le Sette sorelle.
Il Velo della sposa è un'altra cascata del fiordo; è chiamata così per via della sua conformazione che la porta a cadere oltre un bordo roccioso, cosicché quando è illuminata dal sole appare come un velo sottile che ricopre le rocce.

## Galleria d'immagini

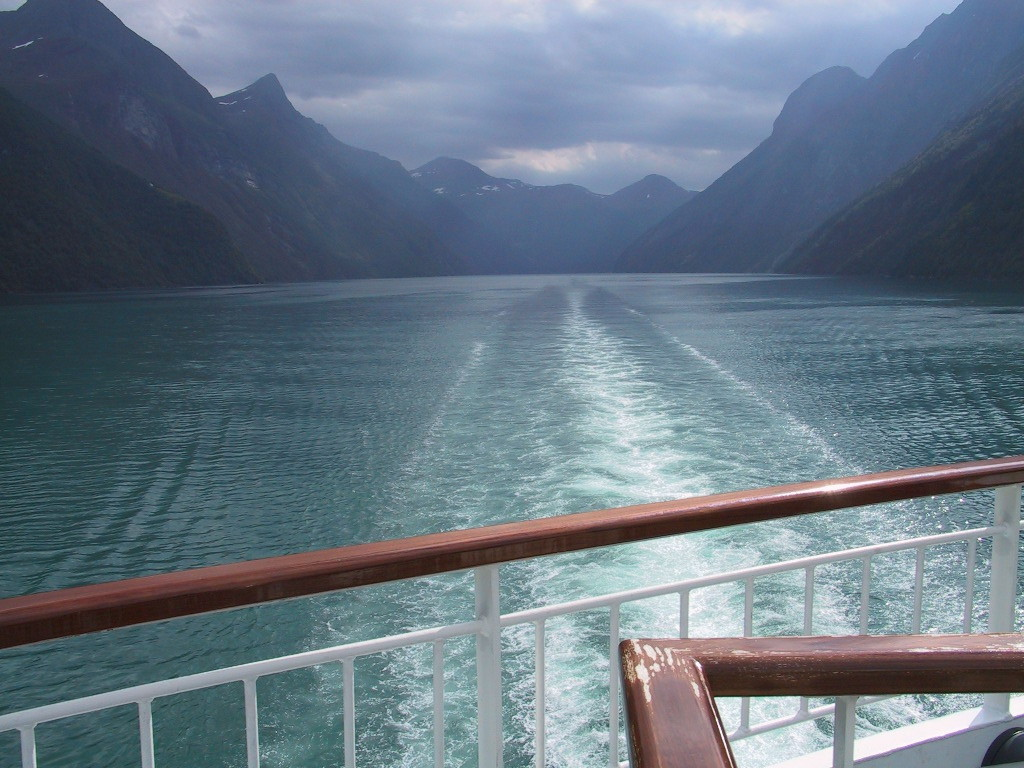
Prospettiva del Geirangerfjord
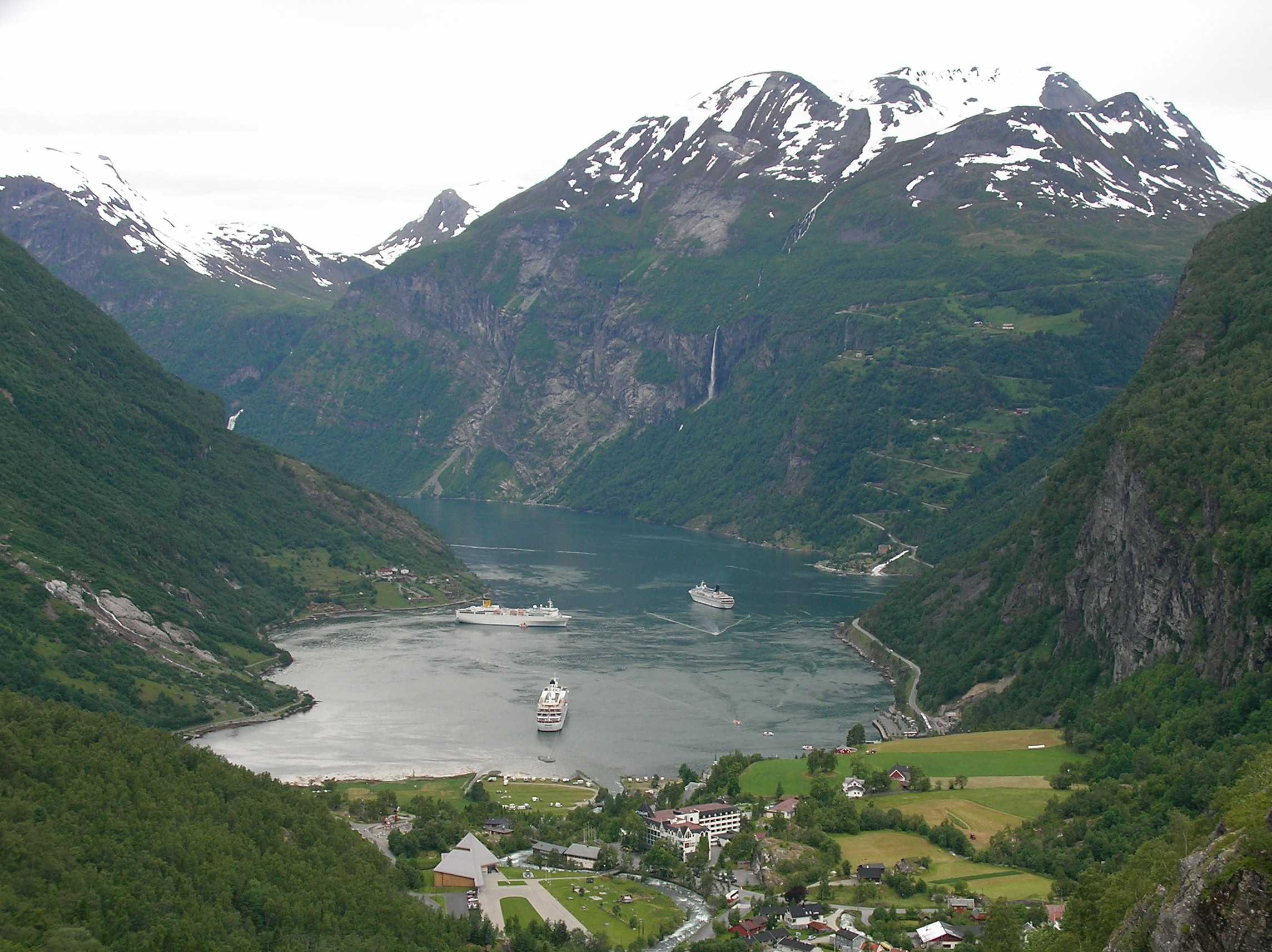
Lato interno del Geirangerfjord
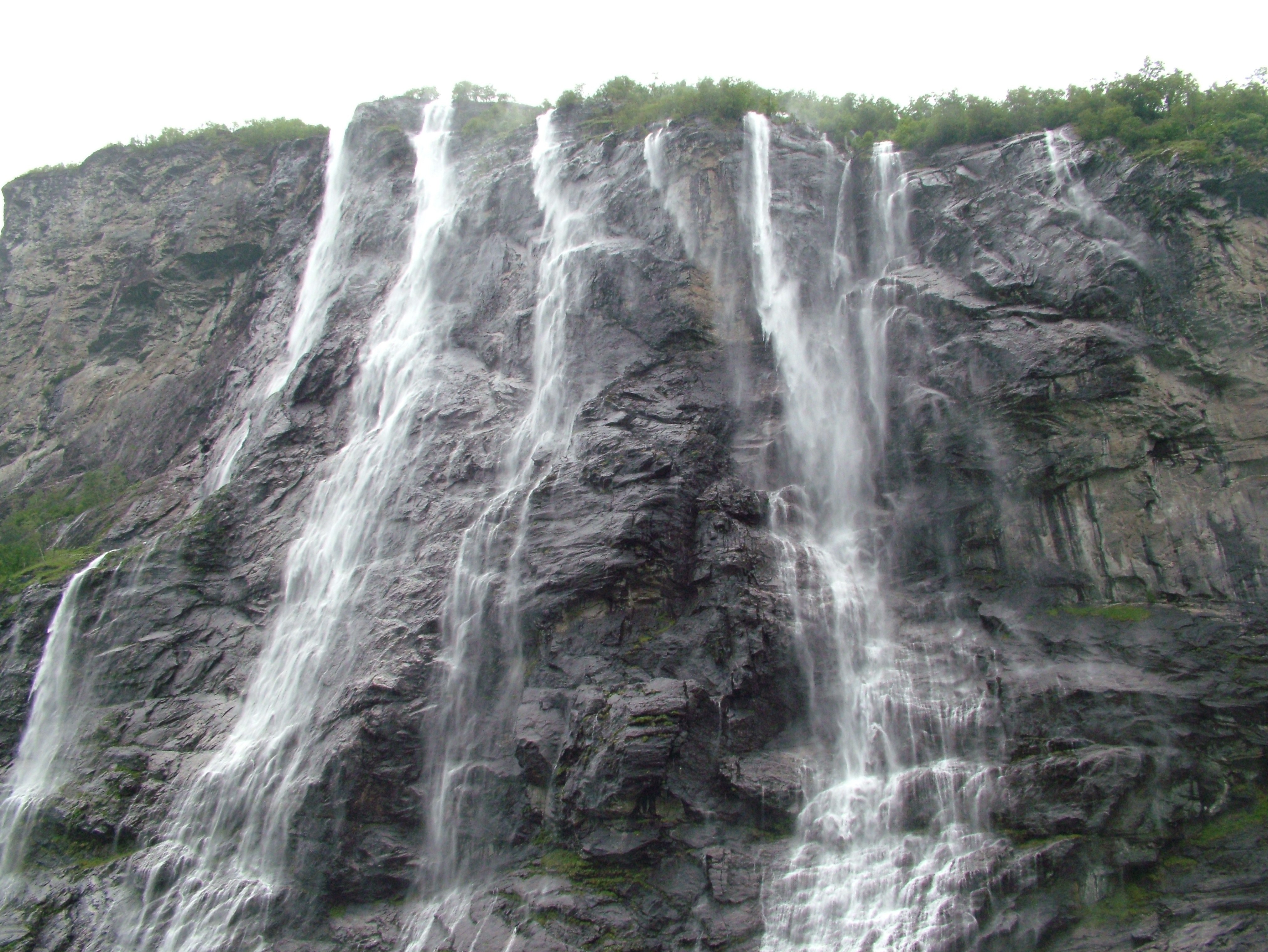
La cascata delle sette sorelle
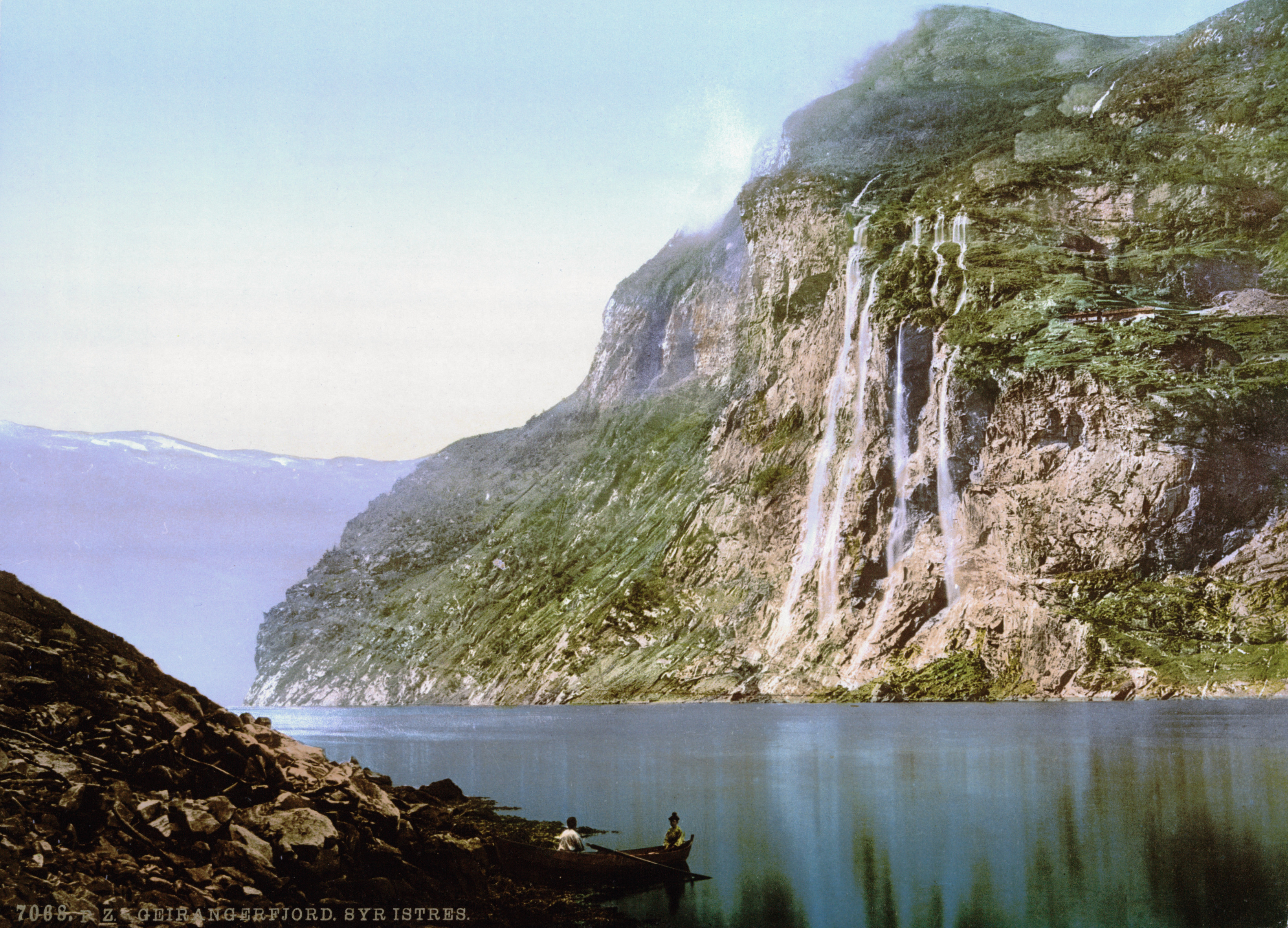
Una vecchia cartolina che mostra le sette sorelle
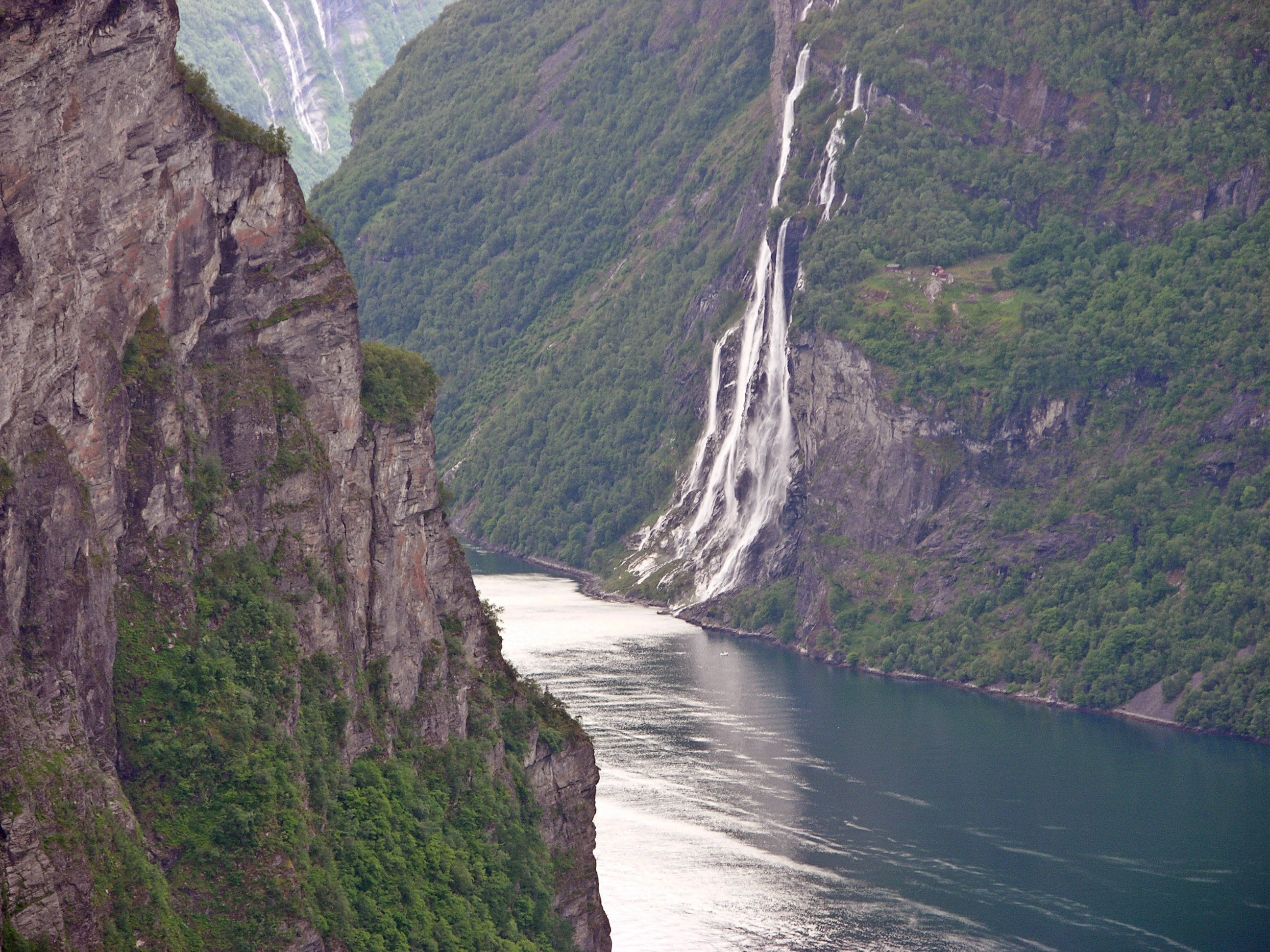
Le sette sorelle ancora
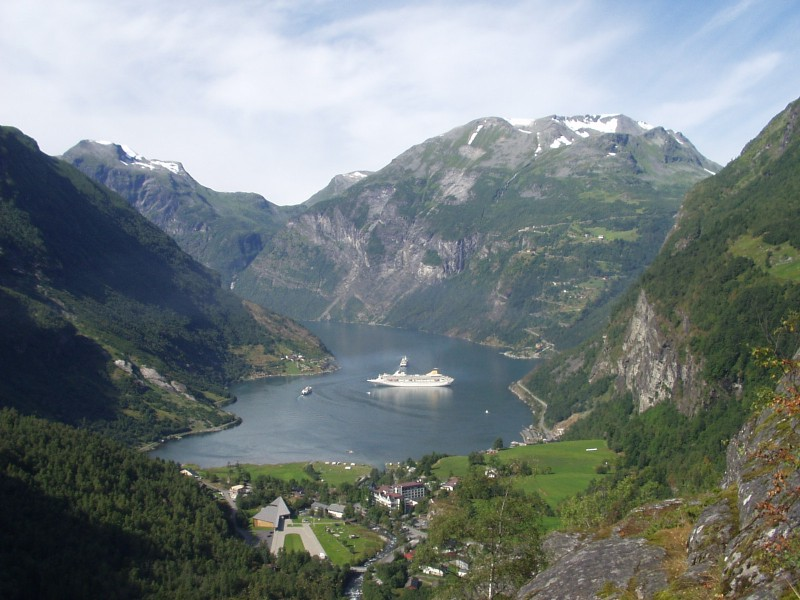
Panorama dal Flydalsjuvet
Panorama
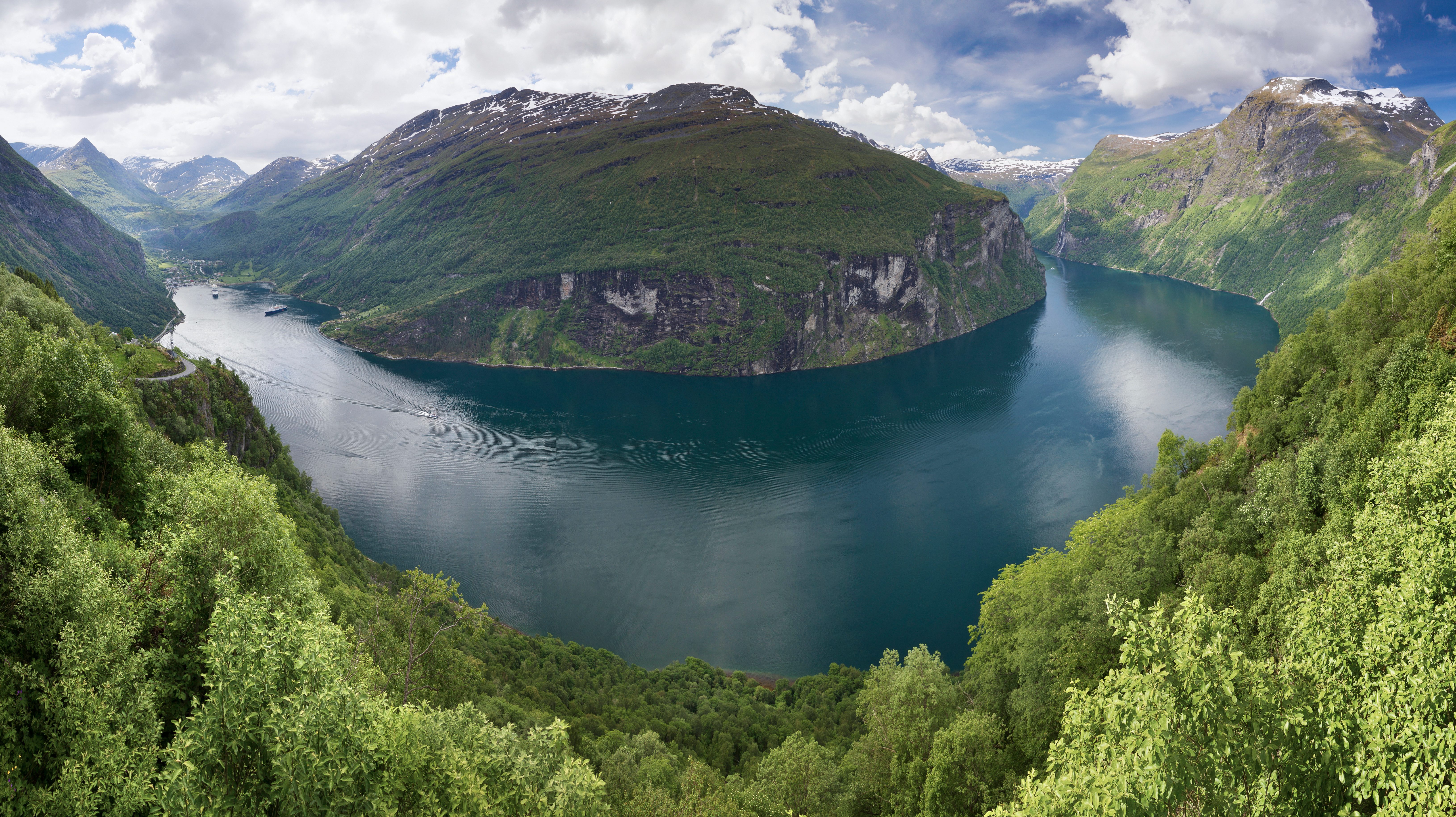
Vista da Ørnesvingen.